# Galaroza
Galaroza – gmina w Hiszpanii, w prowincji Huelva, w Andaluzji, o powierzchni 22,27 km². W 2011 roku gmina liczyła 1587 mieszkańców.